# باتان (الفلبين)
باتان هي مقاطعة في الفلبين، تقع في Central Luzon ‏، بلغ عدد سكانها 760,650 نسمة وذلك حسب إحصائيات سنة 2015، عاصمتها بالانغا، تبلغ مساحتها 1,372.98 كيلومتر مربع، رمزها البريدي هو 2100–2114.

## الموقع
تشترك في الحدود مع:
- زامباله
- مانيلا (حاضرة)
- بولاكان
- بامبانغا
- كاويته.

## التقسيمات الإدارية
- بالانغا
- Abucay [الإنجليزية]‏
- Bagac [الإنجليزية]‏
- Dinalupihan [الإنجليزية]‏
- Hermosa, Bataan [الإنجليزية]‏
- Limay [الإنجليزية]‏
- Mariveles [الإنجليزية]‏
- Morong, Bataan [الإنجليزية]‏
- Orani [الإنجليزية]‏
- Orion, Bataan [الإنجليزية]‏
- Pilar, Bataan [الإنجليزية]‏
- Samal, Bataan [الإنجليزية]‏.